# 서울염창초등학교
서울염창초등학교는 대한민국 서울특별시 강서구 염창동에 있는 공립 초등학교이며, 2014년 12월 서울형 혁신학교로 지정되었다.

## 학교 연혁
- 1963년 7월 1일 서울염창국민학교 개교(6학급 편성)
- 1978년 12월 1일 양화국민학교 분리
- 1982년 9월 13일 등촌국민학교 분리
- 1984년 2월 23일 백석국민학교 분리
- 1994년 10월 26일 염강국민학교 분리
- 1996년 3월 1일 서울염창초등학교로 교명 변경
- 1997년 3월 1일 염동초등학교 분리
- 2005년 3월 1일 염경초등학교 분리
- 2013년 3월 1일 제16대 허순만 교장 부임
- 2014년 9월 1일 제17대 김상돈 교장 부임
- 2015년 3월 1일 서울형혁신학교 운영
- 2018년 9월 1일 제18대 이부열 교장 부임
- 2019년 3월 1일 서울형혁신학교 운영
- 2022년 9월 1일 제19대 김민옥 교장 부임
- 2023년 9월 1일 제20대 박재열 교장 부임

## 참고 자료
- 서울염창초등학교 - 한국교육학술정보원 학교알리미